# Hendrik Consciencegebouw

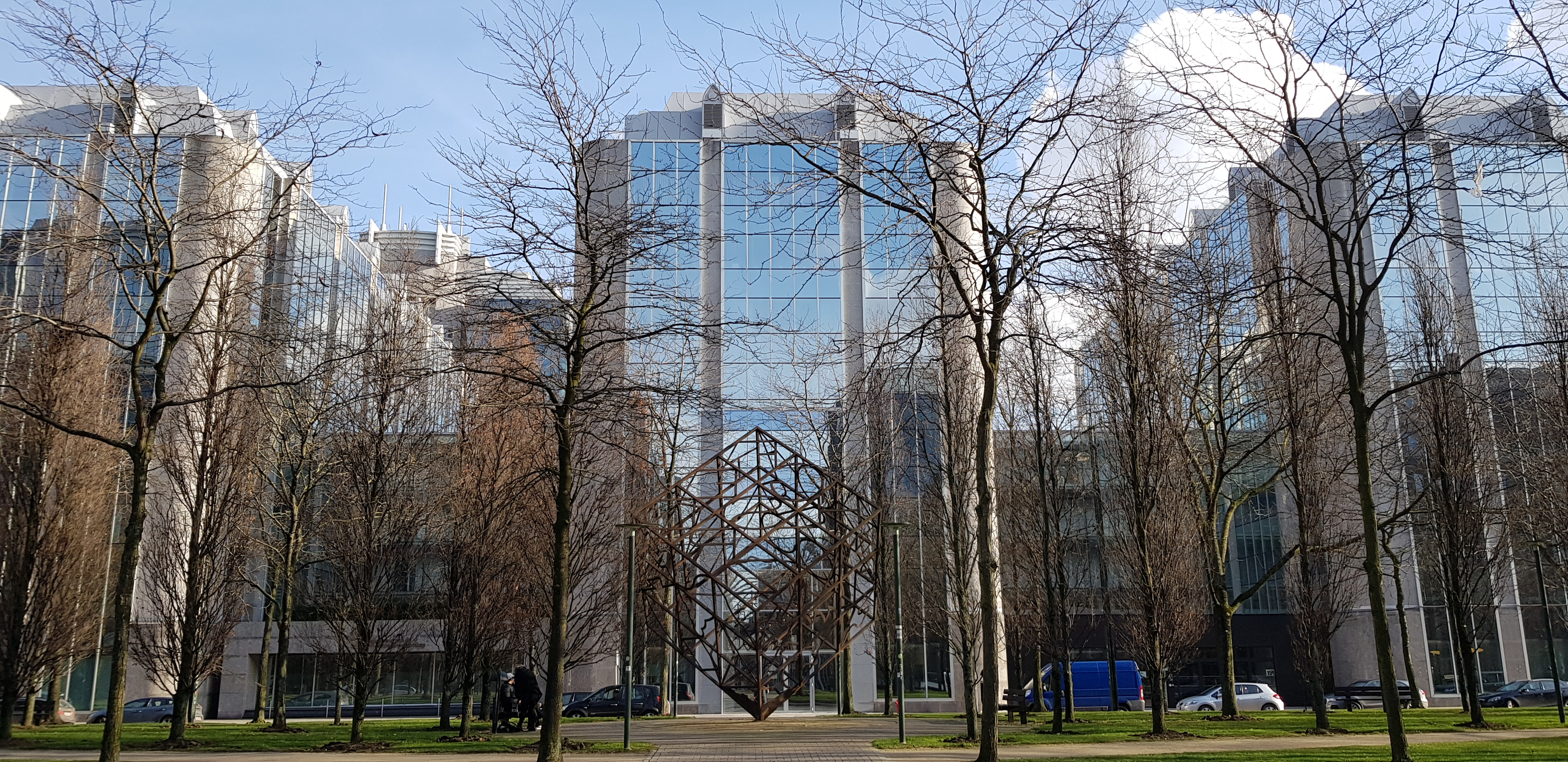
Hendrik Consciencegebouw

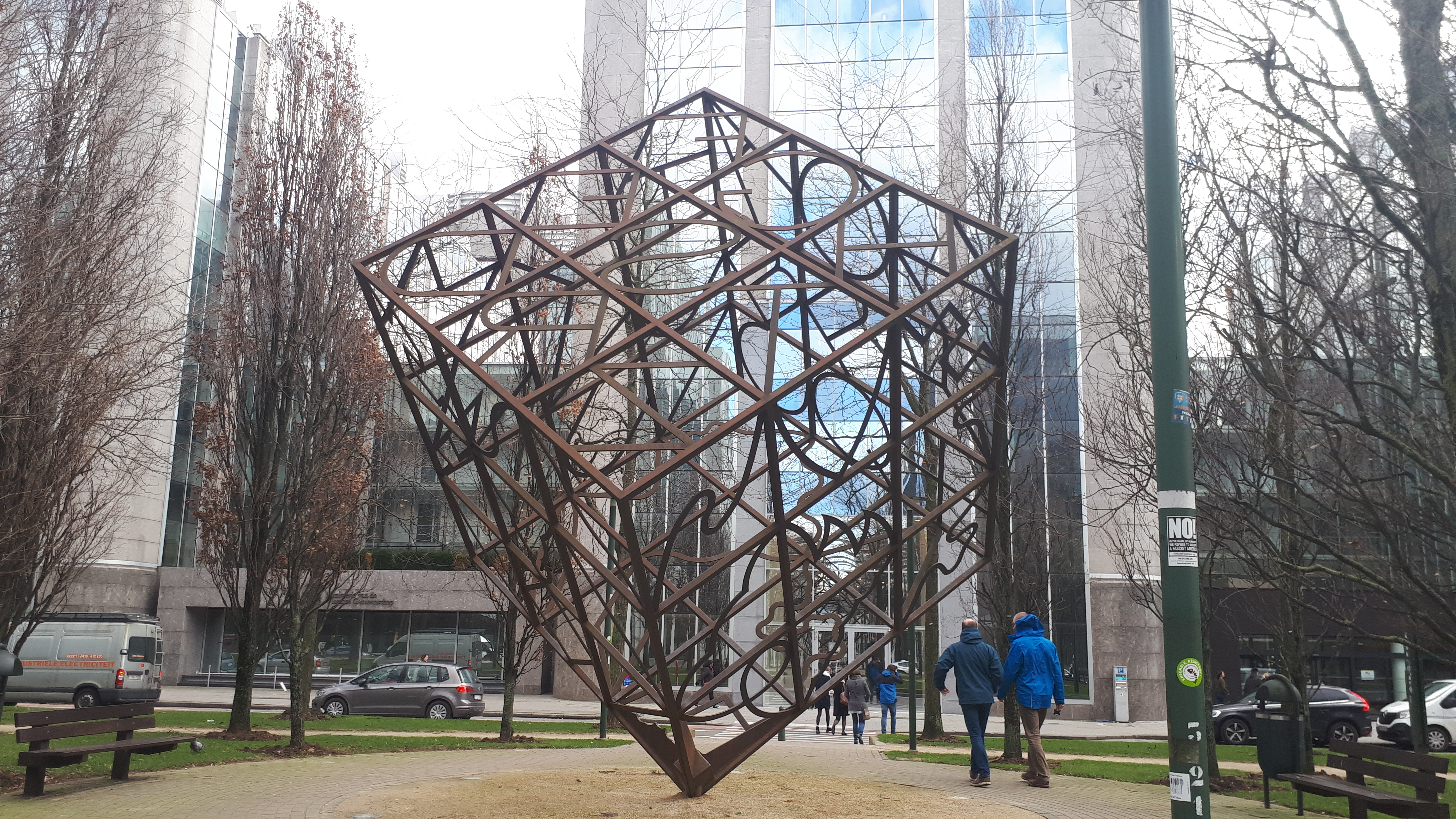
Kunstwerk voor het Hendrik Consciencegebouw

Het Hendrik Consciencegebouw, kortweg Consciencegebouw, is een kantoorgebouw in de Belgische gemeente Sint-Joost-ten-Node. Het gebouw staat aan de Koning Albert II-laan 15 in de Brusselse Noordruimte. Aan de zuidzijde grenst het gebouw aan de Georges Matheusstraat en aan de oostzijde aan de Marktstraat. Ten noorden staat het Phoenixgebouw, ten noordoosten het Borealgebouw, ten westen aan de overzijde van de Koning Albert II-laan het Graaf de Ferrarisgebouw en het gebouw North Gate en ten zuiden het gebouw Networks NØR.
Het gebouw dankt zijn naam aan schrijver Hendrik Conscience. De Vlaamse overheid huurt het gebouw.

## Geschiedenis
Het Hendrik Consciencegebouw werd in 1998 gebouwd.
Begin 2016 begon men met de renovatie van het gebouw. Deze werd in september 2018 voltooid.
In december 2022 verkocht AXA het gebouw voor 180 miljoen euro aan het Franse beleggingsfonds Corum.

## Gebouw
Het Hendrik Consciencegebouw werd ontworpen door architect Michel Jaspers.
Het gebouw bestaat uit drie kantoortorens van ieder zeven verdiepingen boven de begane grond. Op de begane grond en de vier verdiepingen daarboven zijn de gebouwen onderling met elkaar verbonden. De middelste kantoortoren heeft aan de Koning Albert II-laan het ingangsportaal.
Brussel: Hendrik Consciencegebouw · Herman Teirlinckgebouw · Graaf de Ferrarisgebouw · Marie-Elisabeth Belpairegebouw
Voormalig: Arenberggebouw · Boudewijngebouw · Ellipsgebouw · Phoenixgebouw
Provinciehoofdsteden: Anna Bijnsgebouw (Antwerpen) · Jacob van Maerlantgebouw (Brugge) · Virginie Lovelinggebouw (Gent) · Hendrik van Veldekegebouw (Hasselt) · Dirk Boutsgebouw (Leuven)
Vlaamse Regering: Errerahuis · Martelaarsplein
Vlaams Parlement: Vlaams Parlementsgebouw · Huis van de Vlaamse Volksvertegenwoordigers